# Simplicia erebina
Simplicia erebina är en fjärilsart som beskrevs av Butler 1879. Simplicia erebina ingår i släktet Simplicia och familjen nattflyn. Inga underarter finns listade i Catalogue of Life.

## Bildgalleri

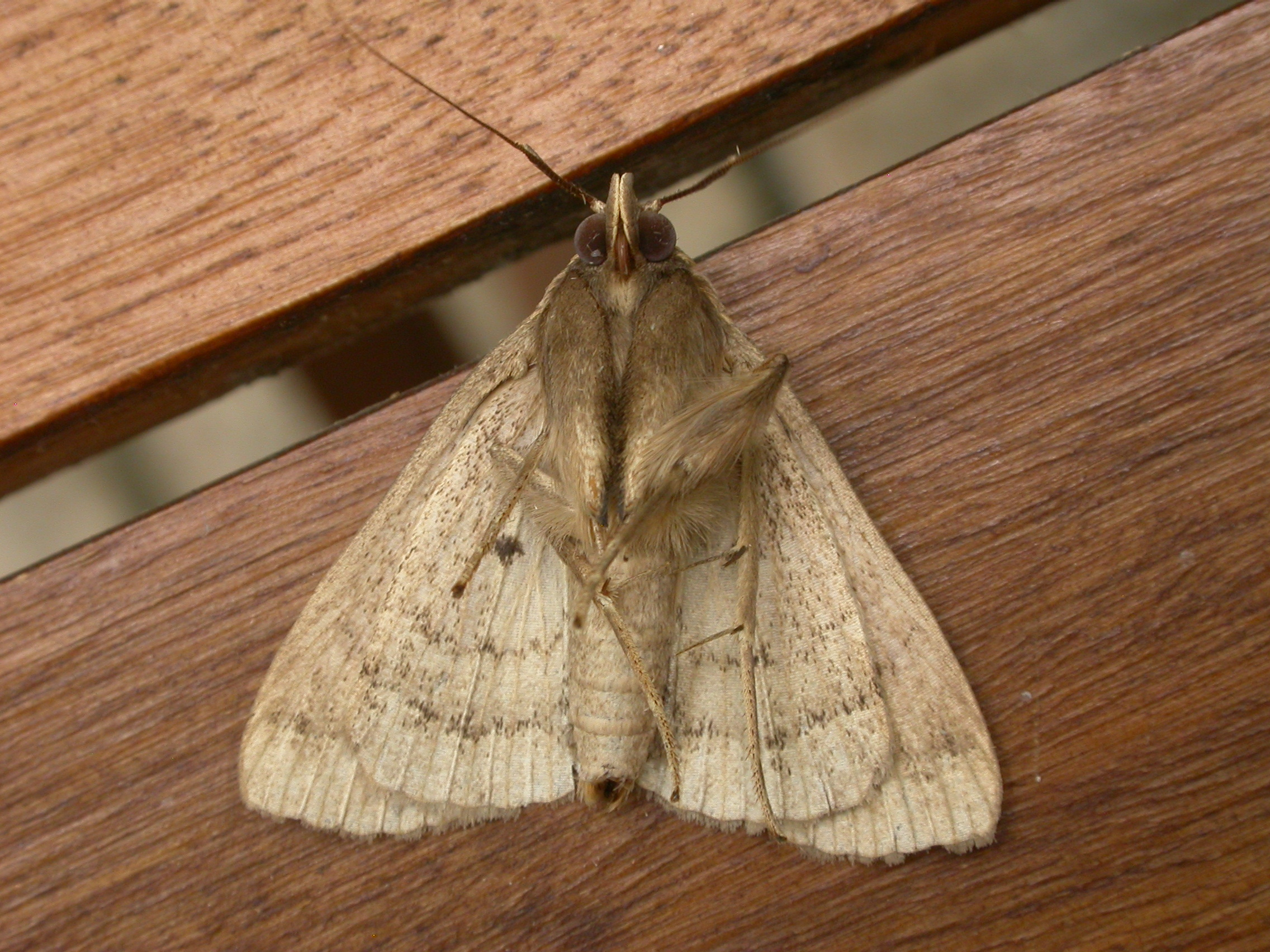